# Micropodoiulus mehelyi
Micropodoiulus mehelyi är en mångfotingart som beskrevs av Karl Wilhelm Verhoeff 1897. Micropodoiulus mehelyi ingår i släktet Micropodoiulus och familjen kejsardubbelfotingar. Inga underarter finns listade i Catalogue of Life.